# Kensuke Takezawa
Kensuke Takezawa (japanisch 竹澤 健介 Takezawa Kensuke; 11. Oktober 1986 in Himeji) ist ein ehemaliger japanischer Leichtathlet, der sich auf den  Langstreckenlauf spezialisiert hatte.

## Sportliche Laufbahn
Seinen ersten großen Erfolg feierte Kensuke Takezawa im Jahr 2005, als er in 1:02:27 h den Halbmarathon in Ageo gewann. Im Jahr darauf gelangte er bei den Crosslauf-Weltmeisterschaften 2006 in Fukuoka nach 37:43 min auf den 49. Platz im Langrennen und wurde beim Marugame-Halbmarathon nach 1:02:26 h Dritter. 2007 qualifizierte er sich im 10.000-Meter-Lauf für die Weltmeisterschaften in Osaka und erreichte dort nach 28:51,69 min Rang zwölf. Im Jahr darauf nahm er an den Olympischen Spielen in Peking teil und klassierte sich dort mit 28:23,28 min auf dem 28. Platz über 10.000 m und schied im 5000-Meter-Lauf mit 13:49,42 min in der Vorrunde aus. 2009 belegte er bei den Asienmeisterschaften in Guangzhou in 14:08,38 min den vierten Platz über 5000 m und siegte anschließend in 30:18,91 min im 10.000-Meter-Lauf bei den Ostasienspielen in Hongkong. Im Jahr darauf nahm er an den Asienspielen in Guangzhou teil und wurde dort in 13:54,11 min Sechster im 5000-Meter-Lauf. Er setzte seine sportliche Laufbahn ohne weiteren größeren Erfolge bis ins Jahr 2016 fort und beendete dann in Nagoya seine aktive Karriere im Alter von 29 Jahren.
2010 wurde Takezawa japanischer Meister im 10.000-Meter-Lauf.

## Persönliche Bestzeiten
- 5000 Meter: 13:19,00 min, 28. Juli 2007 in Heusden-Zolder
- 10.000 Meter: 27:45,59 min, 29. April 2007 in Palo Alto
- Halbmarathon: 1:02:26 h, 5. Februar 2006 in Marugame